# Atessa Val di Sangro
Atessa Val di Sangro is een Italiaanse voetbalclub uit Atessa. De club is ontstaan in 2009 na een fusie tussen Polisportiva Val di Sangro en Atessa Calcio.
In het seizoen 2009/10 eindigde de club als derde in de Serie D Girone F en kwalificeerde zich hiermee voor de play-offs die uitzicht gaven op promotie naar de Serie C. Uiteindelijk wist de club de promotie niet af te dwingen en bleef hierdoor in de Serie D actief.
Aanvoerder van de club is de Nederlandse verdediger Koen Brack die sinds het seizoen 2009/10 speelt voor de Italiaanse club.